# Las Rozas Black Demons
Las Rozas Black Demons (español: Demonios negros de Las Rozas) es un club deportivo de fútbol americano con sede en Las Rozas de Madrid, España.

## Historia
Tras agruparse en el año 2000 varios exjugadores del extinto club Panteras de Madrid, comenzaron a entrenar y prepararse para la competición como Las Rozas Black Demons. Pasados los primeros momentos con la disputa de partidos amistosos, empezaron a llegar los primeros éxitos en la Liga Madrileña y en el II Trofeo Ciudad de Granada. En 2004 el equipo compite en la Liga ACFAM y en la LNFA 2. En la temporada siguiente, los Black Demons vuelven a competir en la LNFA 2, alcanzando la final, que pierden ante Barcelona Uroloki. Vuelven a jugar la siguiente final, en 2006, pero esta vez salen campeones, al derrotar a Tarrasa Reds. Permanecen compitiendo en esta liga hasta 2009.
En 2009, el equipo da el salto a la máxima competición, la Liga Nacional de Fútbol Americano (LNFA).
El 27 de mayo de 2012 se proclaman campeones de los play-offs de ascenso a la LNFA Elite, tras derrotar en la final a Valencia Giants.
El 27 de mayo de 2017 se proclaman campeones de la Serie B, tras derrotar en la final a L´Hospitalet Pioners.
En 2023 ganaron el Spanish Bowl, en su cuarta final consecutiva.

## Jugadores destacados
- Darío Hernández Saldaña
- Daniel Ruiz Mulas
- Sergio Ruiz Mulas
- Alberto Abejon Valverde